# Wilhelm Gustloff
Wilhelm Gustloff (ur. 30 stycznia 1895 w Schwerinie, zm. 4 lutego 1936 w Davos) – narodowy socjalista, szef zagranicznego oddziału organizacji NSDAP w Szwajcarii.

## Życiorys
Wilhelm Gustloff zdał małą maturę i następnie ukończył edukację jako bankowiec. Cierpiał na chroniczną chorobę płuc oraz krtani i z tego powodu nie był powołany do wojska w czasie pierwszej wojny światowej. W 1917 przeprowadził się do Davos w celu podleczenia płuc. W 1921 został członkiem nacjonalistycznego i antysemickiego związku Deutschvölkischer Schutz- und Trutzbund. W 1923 wstąpił do NSDAP, w której od 1932 decyzją Gregora Strassera pełnił funkcję szefa zagranicznego oddziału NSDAP w Szwajcarii (NSDAP Landesgruppe Schweiz). Był tu m.in. odpowiedzialny za rozpowszechnianie materiałów antysemickich, w tym książki pt. Protokoły mędrców Syjonu. Ponieważ rząd konfederacji zabronił przemarszów w mundurach, lokalna NSDAP organizowała dla obywateli Niemiec (Szwajcarom wstępu do NSDAP zabroniono w 1933, nakazując im przystępowanie do organizacji Front Narodowy – Nationale Front, NF) dyskusje, wydarzenia kulturalne, obchody urodzin Hitlera i pokazy filmów niemieckich. W 1935 szwajcarska Rada Związkowa rozpatrywała wniosek o likwidację organizacji Gustloffa i wydalenie go z kraju, jednakże z uwagi na małe znaczenie działań w skali kraju wniosek ten odrzuciła. Do 1936 Gustloff zwerbował w Szwajcarii ponad 5 tys. członków; w samym Davos do NSDAP należało 300 z blisko 900 Niemców, przy czym niemała ich część została zwerbowana na drodze przymusu ekonomicznego. Znany z fanatycznego usposobienia, swojemu lekarzowi powiedział: Zabiłbym swoją żonę, gdyby Hitler kazał mi to zrobić.
4 lutego 1936 W. Gustloff został zastrzelony w hotelu w Davos pięcioma strzałami z rewolweru kal. 6,35 mm przez żydowskiego studenta medycyny Davida Frankfurtera, syna rabina. Z tego powodu propaganda nacjonalistyczna wykorzystała go jako męczennika ruchu nazistowskiego, ofiarę bezwzględnego żydowskiego mordercy. Pogrzeb państwowy zorganizowano w Schwerinie w Meklemburgii, w rodzinnym mieście W. Gustloffa. Zwłoki przewieziono specjalnym pociągiem żałobnym z Davos do Schwerinu, który po drodze zatrzymywał się w Stuttgarcie, Würzburgu, Erfurcie, Halle, Magdeburgu i Wittenberdze. Tysiące członków Hitlerjugend stało na trasie przejazdu. Prócz wdowy, matki i brata zabitego, którym kondolencje złożył osobiście Adolf Hitler, w pogrzebie wzięli udział: Joseph Goebbels, Hermann Göring, Heinrich Himmler, Martin Bormann i Joachim von Ribbentrop.

## Propaganda
Zabójstwo W. Gustloffa było jednym z pretekstów do uzasadnienia przeprowadzenia pogromu w 1938, znanego jako noc kryształowa. Bezpośrednim powodem, dla którego zorganizowano Noc kryształową, było zabójstwo dyplomaty Ernsta vom Ratha przez Herszela Grynszpana w 1938 roku. Na fali pogromów związanych z nocą kryształową spłonęły m.in. celowo podpalone: 36-letnia synagoga w Słupsku (zaprojektowana przez Eduarda Kocha), synagoga w Kłodzku, Nowa Synagoga we Wrocławiu.
Najnowszy wówczas i największy statek pasażerski organizacji Kraft durch Freude, który miał być nazwany imieniem „Adolf Hitler”, został osobiście przez Führera przemianowany na „Wilhelm Gustloff”. Chrztu dokonała Hedwig Gustloff, wdowa po zamordowanym i była sekretarka Hitlera. Gustloff, jako okręt pomocniczy Kriegsmarine, został storpedowany przez radziecki okręt podwodny S-13 30 stycznia 1945 z wielkimi stratami w ludziach.
Imieniem W. Gustloffa nazwano wiele ulic, m.in. w Magdeburgu i Benneckenstein. Ulica Wilhelma Gustloffa znajdowała się również w Słupsku (wówczas Stolp). Obecnie jest to ulica S. Czarnieckiego.
27 maja 1936 w Weimarze założono fundację Die Wilhelm-Gustloff-Stiftung, której bazą przemysłową początkowo były, poddane tzw. „aryzacji” (tj. „odżydzeniu”), zakłady braci Simsonów – Simson Werke w Suhl, potem również inne przejmowane zakłady zbrojeniowe. W 1939 nastąpiło przemianowanie na „Wilhelm Gustloff Werke, Nationalsozialistische Industriestiftung”, które było największym koncernem zbrojeniowym w środkowych Niemczech.